# Lista de episódios de Scandal
Scandal é uma série de televisão estadunidense, do gênero suspense político, criada por Shonda Rhimes, e estrelada por Kerry Washington. Foi transmitida pela ABC de 5 de abril de 2012 a 19 de abril de 2018.
"Scandal" segue a vida de Olivia Pope, uma ex-diretora de comunicações da Casa Branca, que sai para iniciar sua própria empresa de gerenciamento de crises, Olivia Pope and Associates, onde trabalha para guardar os segredos e proteger as imagens públicas de pessoas poderosas e elites do país.
Em 19 de abril de 2018, 124 episódios de "Scandal" foram ao ar, finalizando a sétima temporada e concluindo a série.

## Resumo
| Temporada | Temporada | Episódios | Episódios | Originalmente exibido  | Originalmente exibido | Nielsen ratings | Nielsen ratings        |
| Temporada | Temporada | Episódios | Episódios | Estreia da temporada   | Final da temporada    | Rank            | Audiência (em milhões) |
| --------- | --------- | --------- | --------- | ---------------------- | --------------------- | --------------- | ---------------------- |
|           | 1         | 7         | 7         | 5 de abril de 2012     | 17 de maio de 2012    | 62              | 8.21                   |
|           | 2         | 22        | 22        | 27 de setembro de 2012 | 16 de maio de 2013    | 47              | 8.46                   |
|           | 3         | 18        | 18        | 3 de outubro de 2013   | 17 de abril de 2014   | 16              | 12.00                  |
|           | 4         | 22        | 22        | 25 de setembro de 2014 | 14 de maio de 2015    | 18              | 12.66                  |
|           | 5         | 21        | 21        | 24 de setembro de 2015 | 12 de maio de 2016    | 29              | 10.68                  |
|           | 6         | 16        | 16        | 26 de janeiro de 1017  | 18 de maio de 2017    | 39              | 8.16                   |
|           | 7         | 18        | 18        | 5 de outubro de 2017   | 19 de abril de 2018   | 53              | 7.41                   |

## Episódios

### 1ª temporada (2012)
| N.º na série | N.º na temp. | Título                  | Dirigido por        | Escrito por        | Exibição original   | Audiência (milhões) |
| ------------ | ------------ | ----------------------- | ------------------- | ------------------ | ------------------- | ------------------- |
| 1            | 1            | "Sweet Baby"            | Paul McGuigan       | Shonda Rhimes      | 5 de abril de 2012  | 7.33                |
| 2            | 2            | "Dirty Little Secrets"  | Roxann Dawson       | Heather Mitchell   | 12 de abril de 2012 | 7.28                |
| 3            | 3            | "Hell Hath No Fury"     | Allison Liddi-Brown | Matt Byrne         | 19 de abril de 2012 | 7.21                |
| 4            | 4            | "Enemy of the State"    | Michael Katleman    | Richard E. Robbins | 26 de abril de 2012 | 6.86                |
| 5            | 5            | "Crash and Burn"        | Steve Robin         | Mark Wilding       | 3 de maio de 2012   | 6.69                |
| 6            | 6            | "The Trail"             | Tom Verica          | Jenna Bans         | 10 de maio de 2012  | 6.43                |
| 7            | 7            | "Grant: For the People" | Roxann Dawson       | Shonda Rhimes      | 17 de maio de 2012  | 7.33                |

### 2ª temporada (2012–13)
| N.º na série | N.º na temp. | Título                                     | Dirigido por        | Escrito por      | Exibição original       | Audiência (milhões) |
| ------------ | ------------ | ------------------------------------------ | ------------------- | ---------------- | ----------------------- | ------------------- |
| 8            | 1            | "White Hat's Off"                          | Tom Verica          | Jenna Bans       | 27 de setembro de 2012  | 6.74                |
| 9            | 2            | "The Other Woman"                          | Stephen Cragg       | Heather Mitchell | 4 de outubro de 2012    | 6.56                |
| 10           | 3            | "Hunting Season"                           | Ron Underwood       | Matt Byrne       | 18 de outubro de 2012   | 6.17                |
| 11           | 4            | "Beltway Unbuckled"                        | Mark Tinker         | Mark Fish        | 25 de outubro de 2012   | 6.11                |
| 12           | 5            | "All Roads Lead to Fitz"                   | Steve Robin         | Raamla Mohamed   | 8 de novembro de 2012   | 6.06                |
| 13           | 6            | "Spies Like Us"                            | Bethany Rooney      | Chris Van Dusen  | 15 de novembro de 2012  | 6.02                |
| 14           | 7            | "Defiance"                                 | Tom Verica          | Peter Noah       | 29 de novembro de 2012  | 6.64                |
| 15           | 8            | "Happy Birthday, Mr. President"            | Oliver Bokelberg    | Shonda Rhimes    | 6 de dezembro de 2012   | 7.39                |
| 16           | 9            | "Blown Away"                               | Jessica Yu          | Mark Wilding     | 13 de dezembro de 2012  | 7.14                |
| 17           | 10           | "One for the Dog"                          | Steve Robin         | Heather Mitchell | 10 de janeiro de 2013   | 8.37                |
| 18           | 11           | "A Criminal, a Whore, an Idiot and a Liar" | Stephen Cragg       | Mark Fish        | 17 de janeiro de 2013   | 7.93                |
| 19           | 12           | "Truth or Consequences"                    | Jeannot Szwarc      | Peter Noah       | 31 de janeiro de 2013   | 8.09                |
| 20           | 13           | "Nobody Likes Babies"                      | Tom Verica          | Mark Wilding     | 7 de fevereiro de 2013  | 8.14                |
| 21           | 14           | "Whiskey Tango Foxtrot"                    | Mark Tinker         | Matt Byrne       | 14 de fevereiro de 2013 | 8.02                |
| 22           | 15           | "Boom Goes the Dynamite"                   | Randy Zisk          | Jenna Bans       | 21 de fevereiro de 2013 | 7.68                |
| 23           | 16           | "Top of the Hour"                          | Steve Robin         | Heather Mitchell | 21 de março de 2013     | 8.51                |
| 24           | 17           | "Snake in the Garden"                      | Ron Underwood       | Raamla Mohamed   | 28 de março de 2013     | 7.97                |
| 25           | 18           | "Molly, You in Danger, Girl"               | Tom Verica          | Chris Van Dusen  | 4 de abril de 2013      | 8.04                |
| 26           | 19           | "Seven Fifty-Two"                          | Allison Liddi-Brown | Mark Fish        | 25 de abril de 2013     | 7.90                |
| 27           | 20           | "A Woman Scorned"                          | Tony Goldwyn        | Zahir McGhee     | 2 de maio de 2013       | 8.07                |
| 28           | 21           | "Any Questions?"                           | Mark Tinker         | Matt Byrne       | 9 de maio de 2013       | 8.87                |
| 29           | 22           | "White Hat's Back On"                      | Tom Verica          | Shonda Rhimes    | 16 de maio de 2013      | 9.12                |

### 3ª temporada (2013–14)
| N.º na série | N.º na temp. | Título                                 | Dirigido por        | Escrito por                      | Exibição original       | Audiência (milhões) |
| ------------ | ------------ | -------------------------------------- | ------------------- | -------------------------------- | ----------------------- | ------------------- |
| 30           | 1            | "It's Handled"                         | Tom Verica          | Shonda Rhimes                    | 3 de outubro de 2013    | 10.52               |
| 31           | 2            | "Guess Who's Coming to Dinner"         | Allison Liddi-Brown | Heather Mitchell                 | 10 de outubro de 2013   | 9.01                |
| 32           | 3            | "Mrs. Smith Goes to Washington"        | Jeannot Szwarc      | Matt Byrne                       | 17 de outubro de 2013   | 9.51                |
| 33           | 4            | "Say Hello to My Little Friend"        | Oliver Bokelberg    | Mark Fish                        | 24 de outubro de 2013   | 8.62                |
| 34           | 5            | "More Cattle, Less Bull"               | Randy Zisk          | Jenna Bans                       | 31 de outubro de 2013   | 9.18                |
| 35           | 6            | "Icarus"                               | Julie Anne Robinson | Peter Noah                       | 7 de novembro de 2013   | 8.66                |
| 36           | 7            | "Everything's Coming Up Mellie"        | Michael Katleman    | Peter Nowalk                     | 14 de novembro de 2013  | 9.04                |
| 37           | 8            | "Vermont Is for Lovers, Too"           | Ava DuVernay        | Mark Wilding                     | 21 de novembro de 2013  | 8.93                |
| 38           | 9            | "YOLO"                                 | Oliver Bokelberg    | Chris Van Dusen                  | 5 de dezembro de 2013   | 8.27                |
| 39           | 10           | "A Door Marked Exit"                   | Tom Verica          | Zahir McGhee                     | 12 de dezembro de 2013  | 9.22                |
| 40           | 11           | "Ride, Sally, Ride"                    | Tom Verica          | Raamla Mohamed                   | 27 de fevereiro de 2014 | 9.32                |
| 41           | 12           | "We Do Not Touch the First Ladies"     | Oliver Bokelberg    | Heather Mitchell                 | 6 de Março de 2014      | 8.53                |
| 42           | 13           | "No Sun on the Horizon"                | Randy Zisk          | Matt Byrne                       | 13 de março de 2014     | 8.22                |
| 43           | 14           | "Kiss Kiss Bang Bang"                  | Paul McCrane        | Mark Fish                        | 20 de março de 2014     | 9.08                |
| 44           | 15           | "Mama Said Knock You Out"              | Tony Goldwyn        | Zahir McGhee                     | 27 de março de 2014     | 9.01                |
| 45           | 16           | "The Fluffer"                          | Jeannot Szwarc      | Chris Van Dusen & Raamla Mohamed | 3 de abril de 2014      | 9.13                |
| 46           | 17           | "Flesh and Blood"                      | Debbie Allen        | Severiano Canales & Miguel Nolla | 10 de abril de 2014     | 9.23                |
| 47           | 18           | "The Price of Free and Fair Elections" | Tom Verica          | Shonda Rhimes & Mark Wilding     | 17 de abril de 2014     | 10.57               |

### 4ª temporada (2014–15)
| N.º na série | N.º na temp. | Título                             | Dirigido por        | Escrito por                       | Exibição original       | Audiência (milhões) |
| ------------ | ------------ | ---------------------------------- | ------------------- | --------------------------------- | ----------------------- | ------------------- |
| 48           | 1            | "Randy, Red, Superfreak and Julia" | Tom Verica          | Shonda Rhimes                     | 25 de setembro de 2014  | 11.96               |
| 49           | 2            | "The State of the Union"           | Allison Liddi-Brown | Heather Mitchell                  | 2 de outubro de 2014    | 10.34               |
| 50           | 3            | "Inside the Bubble"                | Randy Zisk          | Matt Byrne                        | 9 de outubro de 2014    | 9.52                |
| 51           | 4            | "Like Father, Like Daughter"       | Paul McCrane        | Mark Fish                         | 16 de outubro de 2014   | 9.90                |
| 52           | 5            | "The Key"                          | Paul McCrane        | Chris Van Dusen                   | 23 de outubro de 2014   | 9.98                |
| 53           | 6            | "An Innocent Man"                  | Jeannot Szwarc      | Zahir McGhee                      | 30 de outubro de 2014   | 9.32                |
| 54           | 7            | "Baby Made a Mess"                 | Oliver Bokelberg    | Jenna Bans                        | 6 de novembro de 2014   | 9.82                |
| 55           | 8            | "The Last Supper"                  | Julie Anne Robinson | Allan Heinberg                    | 13 de novembro de 2014  | 10.05               |
| 56           | 9            | "Where the Sun Don't Shine"        | Tony Goldwyn        | Mark Wilding                      | 20 de novembro de 2014  | 10.14               |
| 57           | 10           | "Run"                              | Tom Verica          | Shonda Rhimes                     | 29 de janeiro de 2015   | 10.48               |
| 58           | 11           | "Where's the Black Lady?"          | Debbie Allen        | Raamla Mohamed                    | 5 de fevereiro de 2015  | 9.58                |
| 59           | 12           | "Gladiators Don't Run"             | Randy Zisk          | Paul Willam Davies                | 12 de fevereiro de 2015 | 9.32                |
| 60           | 13           | "No More Blood"                    | Randy Zisk          | Heather Mitchell                  | 19 de fevereiro de 2015 | 9.62                |
| 61           | 14           | "The Lawn Chair"                   | Tom Verica          | Zahir McGhee                      | 5 de março de 2015      | 9.57                |
| 62           | 15           | "The Testimony of Diego Muñoz"     | Allison Liddi-Brown | Mark Fish                         | 12 de março de 2015     | 8.24                |
| 63           | 16           | "It's Good to Be Kink"             | Paul McCrane        | Matt Byrne                        | 19 de março de 2015     | 7.79                |
| 64           | 17           | "Put a Ring on It"                 | Regina King         | Chris Van Dusen                   | 26 de março de 2015     | 8.06                |
| 65           | 18           | "Honor Thy Father"                 | Jeannot Szwarc      | Severiano Canales                 | 2 de abril de 2015      | 7.27                |
| 66           | 19           | "I'm Just a Bill"                  | Debbie Allen        | Raamla Mohamed                    | 16 de abril de 2015     | 7.86                |
| 67           | 20           | "First Lady Sings the Blues"       | David Rodriguez     | Paul William Davies               | 23 de abril de 2015     | 7.79                |
| 68           | 21           | "A Few Good Women"                 | Oliver Bokelberg    | Severiano Canales & Jess Brownell | 7 de maio de 2015       | 7.44                |
| 69           | 22           | "You Can't Take Command"           | Tom Verica          | Shonda Rhimes & Mark Wilding      | 14 de maio de 2015      | 8.08                |

### 5ª temporada (2015–16)
| N.º na série | N.º na temp. | Título                                    | Dirigido por                     | Escrito por                       | Exibição original       | Audiência (milhões) |
| ------------ | ------------ | ----------------------------------------- | -------------------------------- | --------------------------------- | ----------------------- | ------------------- |
| 70           | 1            | "Heavy Is the Head"                       | Tom Verica                       | Shonda Rhimes                     | 24 de setembro de 2015  | 10.25               |
| 71           | 2            | "Yes"                                     | Tony Goldwyn                     | Heather Mitchell                  | 1 de outubro de 2015    | 9.12                |
| 72           | 3            | "Paris Is Burning"                        | Jann Turner                      | Matt Byrne                        | 8 de outubro de 2015    | 8.76                |
| 73           | 4            | "Dog-Whistle Politics"                    | Zetna Fuentes                    | Mark Fish                         | 15 de outubro de 2015   | 8.06                |
| 74           | 5            | "You Got Served"                          | Kevin Bray                       | Zahir McGhee                      | 22 de outubro de 2015   | 8.28                |
| 75           | 6            | "Get Out of Jail, Free"                   | Chandra Wilson                   | Chris Van Dusen                   | 29 de outubro de 2015   | 7.80                |
| 76           | 7            | "Even the Devil Deserves a Second Chance" | Oliver Bokelberg                 | Raamla Mohamed                    | 5 de novembro de 2015   | 8.03                |
| 77           | 8            | "Rasputin"                                | John Terlesky                    | Paul William Davies               | 12 de novembro de 2015  | 7.70                |
| 78           | 9            | "Baby, It's Cold Outside"                 | Tom Verica                       | Mark Wilding                      | 19 de novembro de 2015  | 8.13                |
| 79           | 10           | "It's Hard Out Here for a General"        | Tom Verica                       | Severiano Canales                 | 11 de fevereiro de 2016 | 6.96                |
| 80           | 11           | "The Candidate"                           | Allison Liddi-Brown              | Alison Schapker                   | 18 de fevereiro de 2016 | 6.09                |
| 81           | 12           | "Wild Card"                               | Allison Liddi-Brown & Tom Verica | Mark Fish                         | 25 de fevereiro de 2016 | 5.85                |
| 82           | 13           | "The Fish Rots from the Head"             | Sharat Raju                      | Heather Mitchell                  | 10 de março de 2016     | 5.97                |
| 83           | 14           | "I See You"                               | Paris Barclay                    | Matt Byrne                        | 17 de março de 2016     | 6.31                |
| 84           | 15           | "Pencils Down"                            | Regina King                      | Chris Van Dusen                   | 24 de março de 2016     | 6.15                |
| 85           | 16           | "The Miseducation of Susan Ross"          | Scott Foley                      | Raamla Mohamed                    | 31 de março de 2016     | 6.44                |
| 86           | 17           | "Thwack!"                                 | Tony Goldwyn                     | Zahir McGhee                      | 7 de abril de 2016      | 5.88                |
| 87           | 18           | "Till Death Do Us Part"                   | Steph Green                      | Paul William Davies               | 21 de abril de 2016     | 6.00                |
| 88           | 19           | "Buckle Up"                               | Oliver Bokelberg                 | Michelle Lirtzman                 | 28 de abril de 2016     | 6.25                |
| 89           | 20           | "Trump Card"                              | Jann Turner                      | Severiano Canales & Jess Brownell | 5 de maio de 2016       | 6.06                |
| 90           | 21           | "That's My Girl"                          | Tom Verica                       | Shonda Rhimes & Mark Wilding      | 12 de maio de 2016      | 6.65                |

### 6ª temporada (2017)
| N.º na série | N.º na temp. | Título                    | Dirigido por               | Escrito por                             | Exibição original       | Audiência (milhões) |
| ------------ | ------------ | ------------------------- | -------------------------- | --------------------------------------- | ----------------------- | ------------------- |
| 91           | 1            | "Survival of the Fittest" | Tom Verica                 | Shonda Rhimes                           | 26 de janeiro de 2017   | 7.62                |
| 92           | 2            | "Hardball"                | Allison Liddi-Brown        | Matt Byrne                              | 2 de fevereiro de 2017  | 6.54                |
| 93           | 3            | "Fates Worse Than Death"  | Scott Foley                | Mark Fish                               | 9 de fevereiro de 2017  | 6.22                |
| 94           | 4            | "The Belt"                | Tom Verica                 | Paul William Davies                     | 16 de fevereiro de 2017 | 6.06                |
| 95           | 5            | "They All Bow Down"       | Millicent Shelton          | Zahir McGhee                            | 9 de março de 2017      | 5.26                |
| 96           | 6            | "Extinction"              | Tony Goldwyn               | Chris Van Dusen                         | 16 de março de 2017     | 5.63                |
| 97           | 7            | "A Traitor Among Us"      | Tom Verica                 | Alison Schapker                         | 23 de março de 2017     | 5.40                |
| 98           | 8            | "A Stomach for Blood"     | Oliver Bokelberg           | Severiano Canales                       | 30 de março de 2017     | 6.57                |
| 99           | 9            | "Dead In the Water"       | Nicole Rubio               | Michelle Lirtzman                       | 6 de abril de 2017      | 5.10                |
| 100          | 10           | "The Decision"            | Sharat Raju                | Johanna Lee                             | 13 de abril de 2017     | 5.35                |
| 101          | 11           | "Trojan Horse"            | Jann Turner                | Jess Brownell & Nicholas Nardini        | 20 de abril de 2017     | 5.11                |
| 102          | 12           | "Mercy"                   | Nzingha Stewart            | Johanna Lee                             | 27 de abril de 2017     | 5.35                |
| 103          | 13           | "The Box"                 | Steph Green                | Raamla Mohamed & Austin Guzman          | 4 de maio de 2017       | 5.15                |
| 104          | 14           | "Head Games"              | Zetna Fuentes              | Chris Van Dusen & Juan Carlos Fernandez | 11 de maio de 2017      | 5.10                |
| 105          | 15           | "Tick Tock"               | Salli Richardson-Whitfield | Zahir McGhee & Michelle Lirtzman        | 18 de maio de 2017      | 5.23                |
| 106          | 16           | "Transfer of Power"       | Tony Goldwin               | Matt Byrne & Mark Fish                  | 18 de maio de 2017      | 5.23                |

### 7ª temporada (2017–18)
| N.º na série | N.º na temp. | Título                           | Dirigido por        | Escrito por                                     | Exibição original      | Audiência (milhões) |
| ------------ | ------------ | -------------------------------- | ------------------- | ----------------------------------------------- | ---------------------- | ------------------- |
| 107          | 1            | "Watch Me"                       | Jann Turner         | Shonda Rhimes                                   | 5 de outubro de 2017   | 5.52                |
| 108          | 2            | "Pressing the Flesh"             | Tony Goldwyn        | Matt Byrne                                      | 12 de outubro de 2017  | 5.00                |
| 109          | 3            | "Day 101"                        | Scott Foley         | Zahir McGhee                                    | 19 de outubro de 2017  | 4.70                |
| 110          | 4            | "Lost Girls"                     | Nicole Rubio        | Ameni Rozsa & Austin Guzman                     | 26 de outubro de 2017  | 4.88                |
| 111          | 5            | "Adventures in Babysitting"      | Oliver Bokelberg    | Serveriano Canales & Tia Napolitano             | 2 de novembro de 2017  | 4.89                |
| 112          | 6            | "Vampires and Bloodsuckers"      | Jann Turner         | Chris Van Dusen & Tia Napolitano                | 9 de novembro de 2017  | 5.00                |
| 113          | 7            | "Something Borrowed"             | Sharat Raju         | Mark Fish                                       | 16 de novembro de 2017 | 4.97                |
| 114          | 8            | "Robin"                          | Daryn Okada         | Juan Carlos Fernandez                           | 18 de janeiro de 2018  | 5.17                |
| 115          | 9            | "Good People"                    | Nzingha Stewart     | Shonda Rhimes, Jess Brownell & Nicholas Nardini | 25 de janeiro de 2018  | 5.19                |
| 116          | 10           | "The People v. Olivia Pope"      | Kerry Washington    | Ameni Rozsa                                     | 1 de fevereiro de 2018 | 5.62                |
| 117          | 11           | "Army of One"                    | Allison Liddi-Brown | Austin Guzman                                   | 8 de fevereiro de 2018 | 4.63                |
| 118          | 12           | "Allow Me to Reintroduce Myself" | Tony Goldwyn        | Raamla Mohamed                                  | 1 de março de 2018     | 4.95                |
| 119          | 13           | "Air Force Two"                  | Valerie Weiss       | Severiano Canales                               | 8 de março de 2018     | 4.67                |
| 120          | 14           | "The List"                       | Greg Evans          | Jess Brownell & Juan Carlos Fernandez           | 15 de março de 2018    | 4.74                |
| 121          | 15           | "The Noise"                      | Darby Stanchfield   | Raamla Mohamed & Jeremy Gordon                  | 29 de março de 2018    | 3.71                |
| 122          | 16           | "People Like Me"                 | Joe Morton          | Chris Van Dusen                                 | 5 de abril de 2018     | 3.83                |
| 123          | 17           | "Standing in The Sun"            | Jann Turner         | Mark Fish & Matt Byrne                          | 12 de abril de 2018    | 4.15                |
| 124          | 18           | "Over a Cliff"                   | Tom Verica          | Shonda Rhimes                                   | 19 de abril de 2018    | 5.46                |

## Especial
| No. | Título              | Narrado por   | Exibido entre                       | Exibição             | Audiência (milhões) |
| --- | ------------------- | ------------- | ----------------------------------- | -------------------- | ------------------- |
| 1   | "The Secret Is Out" | Joshua Malina | "White Hat's Back On""It's Handled" | 3 de outubro de 2013 | 5.75                |

## Webisódios

### Gladiator Wanted
Uma série da web iniciou antes da estreia da sexta temporada, e apresenta Guillermo Diaz como Huck, Katie Lowes como Quinn, Cornelius Smith, Jr. como Marcus e George Newbern como Charlie. Todos os episódios foram dirigidos por Darby Stanchfield, que interpreta Abby no show.
| No. | Título                                    | Dirigido por      | Escrito por           | Exibição              |
| --- | ----------------------------------------- | ----------------- | --------------------- | --------------------- |
| 1   | "So You Want to Be a Gladiator In a Suit" | Darby Stanchfield | Juan Carlos Fernandez | 19 de janeiro de 2017 |
| 2   | "A Job to Kill For"                       | Darby Stanchfield | Juan Carlos Fernandez | 19 de janeiro de 2017 |
| 3   | "Induction"                               | Darby Stanchfield | Juan Carlos Fernandez | 19 de janeiro de 2017 |
| 4   | "Governments Fall"                        | Darby Stanchfield | Juan Carlos Fernandez | 19 de janeiro de 2017 |
| 5   | "By Dawn's Early Light"                   | Darby Stanchfield | Juan Carlos Fernandez | 19 de janeiro de 2017 |
| 6   | "Exit Interview"                          | Darby Stanchfield | Juan Carlos Fernandez | 19 de janeiro de 2017 |

## Audiência
| Temporada | Temporada | Ep. 1 | Ep. 2 | Ep. 3 | Ep. 4 | Ep. 5 | Ep. 6 | Ep. 7 | Ep. 8 | Ep. 9 | Ep. 10 | Ep. 11 | Ep. 12 | Ep. 13 | Ep. 14 | Ep. 15 | Ep. 16 | Ep. 17 | Ep. 18 | Ep. 19 | Ep. 20 | Ep. 21 | Ep. 22 |
| --------- | --------- | ----- | ----- | ----- | ----- | ----- | ----- | ----- | ----- | ----- | ------ | ------ | ------ | ------ | ------ | ------ | ------ | ------ | ------ | ------ | ------ | ------ | ------ |
|           | 1         | 7.33  | 7.28  | 7.21  | 6.68  | 6.69  | 6.43  | 7.33  | N/A   | N/A   | N/A    | N/A    | N/A    | N/A    | N/A    | N/A    | N/A    | N/A    | N/A    | N/A    | N/A    | N/A    | N/A    |
|           | 2         | 6.74  | 6.56  | 6.17  | 6.11  | 6.06  | 6.02  | 6.64  | 7.39  | 7.14  | 8.37   | 7.93   | 8.09   | 8.14   | 8.02   | 7.68   | 8.51   | 7.97   | 8.04   | 7.90   | 8.07   | 8.87   | 9.12   |
|           | 3         | 10.52 | 9.01  | 9.51  | 8.62  | 9.18  | 8.66  | 9.04  | 8.93  | 8.27  | 9.22   | 9.32   | 8.53   | 8.22   | 9.08   | 9.01   | 9.13   | 9.23   | 10.57  | N/A    | N/A    | N/A    | N/A    |
|           | 4         | 11.96 | 10.34 | 9.52  | 9.90  | 9.98  | 9.32  | 9.82  | 10.05 | 10.14 | 10.48  | 9.58   | 9.32   | 9.62   | 9.57   | 8.24   | 7.79   | 8.06   | 7.27   | 7.86   | 7.79   | 7.44   | 8.08   |
|           | 5         | 10.25 | 9.12  | 8.76  | 8.06  | 8.28  | 7.80  | 8.03  | 7.70  | 8.13  | 6.96   | 6.09   | 5.85   | 5.97   | 6.31   | 6.15   | 6.44   | 5.88   | 6.00   | 6.25   | 6.06   | 6.65   | N/A    |
|           | 6         | 7.62  | 6.54  | 6.22  | 6.06  | 5.26  | 5.63  | 5.40  | 6.57  | 5.10  | 5.35   | 5.11   | 5.29   | 5.15   | 5.10   | 5.23   | 5.23   | N/A    | N/A    | N/A    | N/A    | N/A    | N/A    |
|           | 7         | 5.52  | 5.00  | 4.70  | 4.88  | 4.89  | 5.00  | 4.97  | 5.17  | 5.19  | 5.62   | 4.63   | 4.95   | 4.67   | 4.74   | 3.71   | 3.83   | 4.15   | 5.46   | N/A    | N/A    | N/A    | N/A    |